# Gaspar Lucas Hidalgo
Gaspar Lucas Hidalgo (Madrid, 1560-1619) fue un escritor del Siglo de Oro español, autor de los Diálogos de apacible entretenimiento (1603).

## Biografía
Muy poco se sabe sobre este autor; incluso se piensa que podría ser un pseudónimo del burgalés fray Diego González Aguayo, pues existen numerosas convergencias textuales entre los Diálogos... que se atribuyen a Hidalgo y el Actus gallicus (1593) de este personaje. Sea como fuere, en su única obra (al parecer) conservada, los Diálogos de apacible entretenimiento, se dice solamente que era vecino de la villa de Madrid (aunque nadie en Madrid diera más datos de él). Otros detalles deducidos de la obra son que debía conocer muy bien Burgos (lugar donde se ubican los Diálogos, cuya habla se reproduce y del que se mencionan personajes que conoció el autor, como el tabernero Colmenares), estar relacionado con la Universidad de Salamanca y estar presente en el recibimiento a los reyes Felipe III y Margarita de Austria en junio de 1600.
Su obra conoció un éxito no pequeño a comienzos del XVII. No se ha conservado la editio princeps (Madrid, Serrano de Vargas, 1603), pero sí dos de Barcelona (1605), y las de Logroño (1606), Barcelona (1609), Bruselas (1610) y Madrid (1618). Pese a todo, pasó al Index librorum prohibitorum inquisitorial, seguramente por el contenido licencioso de muchos de los cuentos que incluye, pero también por los motes, pullas, irreverencias y blasfemias que se recogen, muchos de ellos claramente anticlericales, cuando no escatológicos. Incluso hay una sección dedicada a los chistes de conversos tanto del judaísmo como del islam, aunque, curiosamente, el autor está en contra de cualquier estamento alto, sea noble o del clero; tal vez por ello carece de dedicatoria: prescindía de cualquier poderoso protector. Parece pues que el autor decidió hacer pasar subrepticiamente como entretenimiento una obra que en el fondo es puramente satírica, disimulándolo con un aparato carnavalesco.
Se divide en tres coloquios, los dos primeros divididos en cuatro capítulos, y el último en cinco. Son cinco los interlocutores, cuyo fin es pasar alegremente los tres días festivos del Carnaval en Burgos. Con ese propósito, se incluyen chistes y cuentecillos folclóricos y otros materiales, siempre en busca de la diversión, dentro de un ambiente festivo y desembarazado. La narración de las fiestas y los detalles ofrecidos dan algo de relación de sucesos a la obra. Aparecen varios géneros jocosos, como el elogio paradójico de las bubas.

## Ediciones
- Diálogos de apacible entretenimiento, Madrid, Serrano de Vargas, 1603 (ed. perdida)
- Diálogos de apacible entretenimiento, que contiene unas carnestolendas de Castilla: dividido en las tres noches, del domingo, lunes y martes de Antruexo, Barcelona, Sebastián de Cormellas, 1605; Logroño, Matías Mares, 1606; Barcelona, Hieronymo Margarit, 1609; Bruselas, Roger Velpius, 1610; Madrid, Viuda de Alonso Martín, 1618.
- En Curiosidades bibliográficas. Colección escogida de obras raras de amenidad y erudición, ed. de Adolfo de Castro, Madrid, 1855 (Biblioteca de Autores Españoles, XXXVI), págs. 279-316
- En Extravagantes, opúsculos amenos y curiosos de ilustres autores, ed. de Daniel Cortezo, Barcelona, Biblioteca Clásica Española, 1884, págs. 13-87
- Valencia, Universidad, 2010 (Colección Parnaseo, 11) Ed. y est. de Julio Alonso Asenjo y Abraham Madroñal
- Edición crítica y estudio de Jesús Gallego Montero, en A. Vian Herrero (dir.), Diálogos españoles del Renacimiento, Madrid, Biblioteca de Literatura Universal, 2011, págs. 1235-1418.